# Джит Кун-До

Емблема Джит Кун-До.

Джит Кун-До (截拳道, Jeet Kune-Do, «джіткхюндоу» на кантонському говіркою, Цзе-цюань-даона путунхуа, Чженьфань-фу, в оригіналі, по імені засновника) — напрямок в східних бойових мистецтвах, створений Брюсом Лі (Лі Сяолунь). У перекладі з китайської означає «шлях випереджального кулака». До цього дня ця методика вважається одною із популярних в бойових мистецтвах і викладається у багатьох країнах світу.

## Що таке Джит Кун-До
Сам Брюс не називав Джит Кун-До «стилем» бойових мистецтв, воліючи називати його «методом», оскільки, згідно з його філософією, метод Джит Кун-До може бути використаний у будь-якому виді єдиноборств.
Як написано в книзі дружини Брюса, Лінди Лі «Чоловік, якого знала тільки я», даний метод спочатку призначався для успішної самозахисту у вуличній бійці. В техніках бою Джит Кун-До об'єднує багато стилів східних єдиноборств, такі як Кунг-фу, Тай чи, Джиу-джитсу, а також англійський бокс і філіппінський бокс, з узагальненим використання їх технік, але зі своєю власною філософією.
Наприклад, використовуючи в Джит Кун-До елементи єдиноборства Кунг-фу, Брюс Лі прибрав всі класичні «тверді» захисні стійки, класичні же послідовності удар та контратак, але зберіг ударні техніки, блоки і перехоплення, зі спрощенням їх використання.
У книзі Лінди Лі процитована фраза Брюса:
 «Простий шлях — правильний шлях. У бійці нікому немає діла до краси. Головне — упевненість, відточені навички і точний розрахунок. Тому, у методі Джит Кун-До, я намагався втілити принцип „виживання найбільш пристосованого“. Менше порожніх рухів і енергії — ближче до мети». 

## Історія Джит Кун-До
В даний час Джит Кун-До у світі відомо, в основному, завдяки одному з послідовників Брюса Лі — Дену Іносанто, який застосував цю концепцію для вдосконалення філіппінської школи єдиноборств Калі. Калі це бій з використанням однієї або двох дерев'яних палиць, ножа або іншого підручного предмета.
Поряд з Джит Кун-До Дена Іносанто, який зарезервував за собою цю назву для своєї школи, існують також інші школи Джит Кун-До, які не використовують філіппінські техніки, а віддають перевагу практиці Кунг-фу, Карате і інших східних стилів.
Такі школи називаються школами Чженьфань Джит Кун-До (Чженьфань — китайське ім'я Брюса Лі), в основі більшості з них лежить практика Вінь Чунь Кунг-Фу, виду східних єдиноборств, який Брюс Лі опанував одним з перших і, за його власними словами, якому він був зобов'язаний своєю чудовою фізичною формою.
Згідно з методикою, прийнятою інститутом Кунг-фу (м. Загреб, Хорватія) в програму навчання стилю «Джит Кун-До» входить десять навчальних технічних комплексів (форм) і десять бойових, а також різні тести на швидкість, форму, частоту і силу ударів, розбивання предметів, контактні спаринги з одним і кількома противниками.
У навчальних технічних комплексах закладені базові захисні і атакуючі технічні дії, основні принципи пересувань, підкреслюють духовну і технічну підготовленість екзаменованих на відповідну кваліфікаційну ступінь. Збірним (по відношенню до інших напрямків бойових мистецтв) формам, дано назви тварин: Журавель, Мавпа, Змія, Тигр, Дракон, Леопард, Олень, Орел, Богомол і Ведмідь. Технічні дії, їх взаємозв'язок у навчальній формі нагадують рухи перелічених тварин.

## Філософія Джит Кун-До
По суті свого вчення Брюс Лі не пропагував бойове мистецтво, більше того, він сподівався показати нам справжнє відчуття взаєморозуміння. Але порозуміння не може бути дано, воно повинно бути знайдено кожною людиною самостійно. Допомога, яку пропонує Брюс Лі, це стимулювання здатності допомагати собі самостійно.
Знання і розуміння — не одне й те саме. Знання базується на попередньому досвіді; розуміння — на досвіді сьогодення. Будь-хто, хто шукає можливості просто ототожнити з Брюсом Лі і системою Джит Кун-До, просто обманюється. Справжньою метою Брюса Лі при створенні Джит Кун-До було бажання, щоб кожен надихнувшись його досвідом, зумів зрозуміти те, що розумів сам Брюс.
Брюс Лі намагався уявити методи Джит Кун-До, як відображення природи, Дао, як засіб виразу, який може бути використано, але не може бути виражено словами, осягнуте розумом або зафіксовано у вигляді системи.
Як наочний приклад, Брюс часто розповідав історію про дзенських ченців, який користується човном для переправи через річку, а переправившись, розпалює багаття з човна для ночівлі. Суть цієї розповіді в тому, що необхідно використовувати те, що вже одного разу виявилося корисним, в іншій формі для інших цілей.
Для того щоб зрозуміти філософію Брюса Лі, філософію Джит Кун-До, було б корисно визначити, що саме означає вираз «виживання найбільш пристосованого». Існує багато версій. Справжній же сенс цього поняття — це пристосованість, тобто вміння пристосовуватися до оточення. Той, хто найкраще пристосовується до обставин, що змінюються, і є тим, хто виживає. І це не обов'язково найсильніший.
Брюс Лі намагався проілюструвати цю філософію в початковій сцені, яку він задумав для фільму «Гра зі смертю», коли гілка міцного, але не гнучкого дерева тріскається і відламується під вагою снігу, а гнучка верба схиляється і сніг з'їжджає по її гілкам, не завдаючи дереву ушкоджень.
Поступово з філософії Джит Кун-До виникає питання про природу взаємозв'язку між «формою» і «свободою», яка виражається як здатність пристосовуватися до життя. Що таке форма? І що таке свобода? І як підтримання гарної форми пов'язано з можливістю бути вільним? Як це все пов'язано з тренуваннями у бойовому або будь-якому іншому мистецтві і особливо з життям людини?
Підтримка форми відноситься до багатьох речей. Це ефективне виконання прийомів, економія руху і усвідомлення потоку енергії, яка включає і розум, і почуття. І все це в поточних і мінливих умовах життя.
- Володіти гарною Фізичною формою означає бути здатним знаходити найбільш ефективні й оригінальні шляхи використання природного потоку енергії. Ця здатність включає врівноваженість в стані спокою і руху, а також відсутність непотрібної напруги під час використання тіла, як цілого, таким чином, що кожна частина координується в добре синхронізованому дії та реакції. Зосереджено, стійко, у вертикальній стійці.
- Хороша Ментальна форма означає позбавлення від порожніх переживань, тривог і сумнівів, а в момент появи їх — переорієнтацію своєї уваги на корисний процес активного мислення чи усвідомлення фізичної форми.
- Хороша Емоційна форма означає здатність відчувати впевненість навіть за відсутності очевидних причин для цього, так щоб це служило причиною впевненості. Щоб бути впевненим, потрібні реальні зусилля.

Все це було найважливішими принципами, з якими Брюс Лі прагнув прожити своє життя. Іноді він програвав, але нерідко перемагав. Нам пропонується зробити аналогічний вибір.
У будь-який момент можна втратити усвідомлення форми, а потім, виправдовуючи себе, продовжувати так жити. Ми можемо плисти за течією життя, уявляючи, що ми вільні, не маючи ні найменшої надії натрапити, хоча б випадково, на істинний досвід.
Але якщо ми наполегливо прагнемо досягти усвідомлення форми, тоді, в цей момент, ми вільні.
Свобода — це не те, чого можна очікувати, так само, як не можна сьогодні втамувати голод, думаючи про їжу, яку вдасться з'їсти завтра. Свобода, з'являється в результаті самоусвідомлення.
Ми не працюємо для того, щоб отримати свободу, ми вільні.
Якщо розум вільний від неуважності. Якщо емоції вільні від страхів — не без страхів, але не прив'язані до них, — тоді вони можуть текти, як спонукає енергія. Коли тіло розслаблено і вільно від напруги, воно чутливе до емоцій та енергії інших і відкрито для того, щоб енергія могла вільно текти у форму.
Брюс Лі вперше зрозумів цю можливість, коли був підлітком і, за порадою свого наставника Іпа Мена, перервав старанні заняття і пішов прогулятися до вод гонконгської гавані. Коли він нахилився над водою і занурив пальці в своє відображення, вода сколихнулася в сторони. За мить вона повернулася і зімкнулась навколо пальців, ідеально окресливши форму руки.
Роками пізніше в епізоді «Лонгстріт», який Лі допомагав написати Стерлінгу Сілліфенту, він постарався пробудити це ж почуття у героя, радячи йому бути таким, як вода. «Коли наливаєш воду в чашку, вона стає чашкою. Коли наливаєш воду в чайник, вона стає чайником».
«Що може краще пристосовуватись, ніж вода? Однак без утримання форми здатність води вільно текти і пристосовуватися стає даремною. Річка без берегів — це просто повінь, але проточна по руслу вода володіє значною силою, яка може приводити в дію електричний генератор. Якщо розум достатньо зосереджений для того, щоб ефективно і з розумінням управляти формою тіла, він відкриває можливість прийти зовсім інший енергії».
«Злі люди хочуть битися, щоб завдати противнику рану або вбити його. Бойові мистецтва не заперечують такої можливості, але істинне внутрішнє мистецтво замикає цю злість і відчуження саме на себе таким чином, що можливість бути просто живим визнається самим майстром. Багато хто не здатен визнати бойове мистецтво, як засіб духовного вираження або внутрішньої праці. На Заході звикли думати тільки про „переможців“ і „переможених“, без будь-яких альтернатив. У боротьбі, тренуваннях бойових мистецтв, процес конфронтації поглинається учасниками таким чином, що кожен з них пізнає щось. Ні „переможець“, ні „переможений“ не будуть жити вічно в незмінній формі. У боротьбі, як і в житті, обидва залучені в процес пізнання і зміни. Противник — це не ворог, це „Я“, але в іншій формі. Коли ви боретеся, ваш противник стає вами. Ви протистоїте своїм страхам, силу і слабкість, свого життя взагалі. Я брав участь у тисячах боїв і тому добре знаю, що значить відчувати подібне. Ти знаєш, що повинен виграти, але виграти означає перемогти самого себе».
«Бойове мистецтво схоже на дзеркало, в яке ви дивитеся перед умиванням. Ви бачите себе саме таким, яким ви є».

## Цікаві факти
- Брюс Лі вирішив створити Джит Кун-До після професійного оволодіння Кунг-фу, Джиу-джитсу та боксом, поєднуючи в ньому елементи кожного з перерахованих стилів.
- У стилі Джит Кун-До майже немає прямолінійних ударів. Практично всі удари при нападі проводяться після обманного руху або контратаки. Технічно вчинене напад включає в себе стратегію, швидкість, таймінг, обманні рухи і точний розрахунок. Хороший борець прагне удосконалювати всі ці елементи в процесі щоденних тренувань.